# Собольцево
Собольцево — деревня в Тейковском районе Ивановской области. Входит в состав Новолеушинского сельского поселения.

## География
Находится в юго-западной части Ивановской области на расстоянии приблизительно 8 км на юг по прямой от районного центра города Тейково.

## История
Деревня уже отмечалась на карте 1808 года. В 1859 году здесь (тогда деревня в составе Ковровского уезда Владимирской губернии) было учтено 13 дворов.

## Население
Постоянное население составляло 93 человека (1859 год), 2в 2002 году (русские 100 %), 1 в 2010.